# Politische Straftat
Der Begriff politische Straftat ist eine zusammenfassende Bezeichnung für alle gegen den Bestand oder die Sicherheit des Staates, gegen die obersten Staatsorgane oder gegen die politischen Rechte der Bürger gerichteten Straftaten, insbesondere die Gefährdung des demokratischen Rechtsstaats. Historisch wurden damit nur Majestäts- oder Staatsverbrechen, lat. crimen majestatis, franz. crime politique, im Allgemeinen jeder verbrecherische Angriff gegen den Staat und die Träger der Staatsgewalt bezeichnet. In Gestalt der politischen Justiz dient ein politisches Strafrechtsverständnis allein der Herrschaftssicherung.
Der Begriff wird heute in verschiedenen Gesetzestexten, insbesondere zum internationalen Rechtsverkehr, zwar erwähnt, aber nicht näher definiert. Beispiele sind § 6 des Gesetzes über die internationale Rechtshilfe in Strafsachen (IRG) und Art. 3 Abs. 1 des Europäischen Auslieferungsübereinkommens (EuAlÜbk).
Art. 1 des Europäischen Übereinkommens zur Bekämpfung des Terrorismus (EuTerrÜbk) enthält lediglich eine Negativdefinition von Straftaten, die für Zwecke der Auslieferung nicht als politische Straftaten angesehen werden.

## Bundesrepublik Deutschland

### Delikte
Zu den politischen Straftaten zählen im deutschen Strafrecht die Straftaten im Ersten bis Vierten Abschnitt des Besonderen Teils des Strafgesetzbuchs, die aus einer politischen Motivation heraus begangen werden. Seit 2001 werden in der Bundesrepublik Deutschland politische Straftaten in der Statistik Politisch motivierte Kriminalität (PMK) erfasst. Dazu zählen neben den klassischen Staatsschutzdelikten auch Propagandadelikte wie das Verbreiten von Propagandamitteln  und das Verwenden von Kennzeichen verfassungswidriger Organisationen, Sachbeschädigung und politisch motivierte Gewalttaten wie Körperverletzung und Tötungsdelikte, die Nötigung von Verfassungsorganen sowie die sog. Hasskriminalität mit fremdenfeindlichem und antisemitischem Hintergrund, außerdem der islamistische Terrorismus. Rechtshistorisch bedeutsam ist seit den 1970er Jahren der Linksterrorismus.

### Strafverfolgung
Während in der Zeit des Nationalsozialismus die Verfolgung politischer Straftaten ab 1934 durch ein Sondergericht (Volksgerichtshof) übernommen wurde und der Kreis der politischen Straftaten ins Uferlose erweitert wurde, obliegt in der Bundesrepublik Deutschland die Strafverfolgung der ordentlichen Gerichtsbarkeit. Allerdings sind bei den ordentlichen Gerichten für die politischen Straftaten spezielle Kammern bzw. Senate (Staatsschutzkammer/-senat) eingerichtet.
Für bestimmte politische Straftaten sind gem. § 120 GVG die jeweiligen Oberlandesgerichte, in deren Bezirk die Landesregierungen ihren Sitz haben, in erster Instanz zuständig, beispielsweise im NSU-Prozess das OLG München, ansonsten entweder das Landgericht oder das Amtsgericht.
Die Polizeien der Länder und des Bundes haben jeweils eigene Staatsschutz-Abteilungen, die die Aufklärung der politischen Straftaten übernehmen. Unterstützend sammeln und verarbeiten die jeweiligen Verfassungsschutzämter der Länder und des Bundes im Vorfeld Informationen über die möglichen Tätergruppen.

## DDR
Nach Art. 6 der DDR-Verfassung von 1949 waren „Boykotthetze gegen demokratische Einrichtungen und Organisationen“ sowie „Mordhetze gegen demokratische Politiker“ strafbar. Ende 1957 wurden weitere politische Strafvorschriften erlassen, vor allem gegen „Staatsverleumdung“, „Spionage“ und „Verleiten zum Verlassen der DDR“, die wie schon Art. 6 der Verfassung meist zur Verfolgung politisch Andersdenkender oder der Sicherung der Herrschaft der SED oder des Grenzregimes dienten. Nach einer Verfassungsänderung im Jahr 1968 wurde die strafbare „Hetze“ aus der Verfassung gestrichen, aber in das Strafgesetzbuch übernommen.  Die Verfolgung „staatsfeindlicher Hetze“ (§ 106 StGB-DDR) fiel in den Zuständigkeitsbereich des Ministeriums für Staatssicherheit und war Instrument einer disziplinierenden sozialistischen „Erziehung“.